# Ендрю Гроув
Е́ндрю Сті́вен Гро́ув (англ. Andrew Stephen Grove; справжнє ім'я Андраш Іштван Гроф, угор. Gróf András István; 2 вересня 1936, Будапешт — 21 березня 2016) —  був третім виконавчим директором і одним з засновників корпорації Intel.
Проявив себе як ефективний топменеджер, який зумів вивести Intel з кризи, викликано появою на ринку більш дешевих японських модулів пам'яті і помилкою в процесорі Pentium. Історія відродження Intel стала хрестоматійною і використовується в бізнес-школах як приклад ефективних дій виведення компанії з кризи.

## Біографія
Ендрю Гроув народився в Будапешті (Угорщина) у 1936 р в єврейській родині. Рятуючись від придушення повстання 1956, емігрував до США.
У 1960 р. здобув ступінь бакалавра в області хімічних технологій в Сіті Коледж, Нью-Йорк. У 1963 р. Гроув здобув ступінь доктора філософії в Каліфорнійському університеті, Берклі. Закінчивши університет, працював у дослідницькій лабораторії компанії Fairchild Semiconductor, де в 1967 р. зайняв посаду помічника директора з досліджень і розробок.
У липні 1968 спільно з Робертом Нойсоном, Гордоном Муром і ще шістьма колишніми співробітниками Fairchild Semiconductor заснував корпорацію Intel. У 1979 р. він став її президентом, в 1987 р. виконавчим директором, а в 1997 виконавчим директором і головою ради директорів. У травні 1998 р. Гроув пішов з посади виконавчого директора, залишившись головою ради директорів.

## Наукова діяльність
Ендрю Гроув — автор понад 40 технічних публікацій і декількох патентів в області напівпровідникових технологій і пристроїв. Доктор Гроув шість років викладав фізику напівпровідникових пристроїв студентам старших курсів Каліфорнійського університету в Берклі, читав курс лекцій «Стратегія і діяльність в області індустрії обробки даних» в школі бізнесу Стенфордського університету.

## Нагороди
- 1960 Премія Американського товариства хіміків
- 1966 Премія «За досягнення», IEEE
- 1974 Премія Дж. Еберса, IEEE
- 1975 Почесна грамота «За заслуги», Інститут Франкліна
- 1979 Премія Національної академії інженерних наук
- 1980 Медаль Таунсенда Харріса, City College, Нью-Йорк
- 1984 Який статус у Галерею слави Асоціації інформаційної індустрії
- 1984 Премія «Ради ста», Аризонський університет
- 1985 Ступінь почесного доктора наук, City College, Нью-Йорк
- 1987 Медаль «За лідерство в інженерних науках», IEEE
- 1987 Нагорода «Enterprise Award», Асоціація бізнесу та професійної реклами
- 1989 Почесний доктор технічних наук, Політехнічний інститут, м. Вустер
- 1990 Премія Джорджа Вашингтона, Американо-угорський фонд
- 1993 «Громадянин року», Всесвітній форум у Кремнієвій долині
- 1993 «Керівник року», університет Аризони
- 1993 Медаль «За досягнення», American Electronics Association
- 1995 Технологічна премія фонду Хайнца
- 1995 Медаль Джона фон Ньюмана, Американо-угорська асоціація
- 1995 Медаль Стейнмана, City College, Нью-Йорк
- 1996 «Державний діяч року», школа бізнесу Гарвардського університету
- 1996 Премія «За міжнародні досягнення», World Trade Club
- 1997 IEEE 1997 Computer Entrepreneur Award
- 1997 Cinema Digital Technologies Award, Міжнародний кінофестиваль
- 1997 «Виконавчий директор року», журнал CEO
- 1997 «Технологічний лідер року», журнал Industry Week
- 1997 «Людина року», журнал Time
- 1998 «Видатний керівник року», Академія менеджменту
- 2000 Ступінь почесного доктора юридичних наук Гарвардського університету
- 2000 Медаль пошани IEEE
- 2001 Медаль «За видатні досягнення», Товариство стратегічного менеджменту

## Сім'я
Був одружений з Євою Гроув з 1958 року, мав 2 дітей.